# Авакум
 Тази статия е за библейския пророк.  За християнския мъченик вижте Авакум Солунски.  
Авакум (на иврит: חֲבַקּוּק‎‎) е еврейски пророк от края на VII век пр. Хр., чиито пророчества и молитви са записани в Книга на пророк Авакума, една от книгите на Библията.
Пророк Авакум е почитан от евреи, християни и мюсюлмани. Православната църква го смята за светец и отбелязва паметта му на 2 декември.

## Биография
Почти всички сведения за Авакум идват от библейската книга, носеща неговото име, която обаче не съдържа пряка биографична информация, освен титлата му на пророк. Авакум е един от най-слабо известните библейски пророци – за повечето останали Библията съдържа допълнителна информация, като родното им място, професията или произхода. За него не е известно никое от тези неща.
Макар че родното място на Авакум не е известно, по косвени белези изследователите заключават, че по времето на своето пророчестване той е пребивавал в Йерусалим. Тъй като Книгата на Авакум се състои от пет пророчества за Халдеите, които идват на власт във Вавилон около 612 година пр. Хр., се предполага, че той е бил активен приблизително по това време, което го прави ранен съвременник на Иеремия и Софония. В същото време еврейските източници не го групират с тези двама пророци, които често се разглеждат заедно, така че е възможно той да е живял малко по-рано от тях. Тъй като последната глава от книгата му е във формата на песен, някои автори приемат, че той е част от левитите, които служат като музиканти в Първия храм.
Извън Библията за него са известни по-късни християнски и равинистични легенди, чиято достоверност като цяло се отхвърля от съвременните учени.